# Tarot (banda)
Tarot é uma banda finlandesa de heavy metal formada em 1985 em Kuopio, Finlândia.
Apesar da banda ser popular na Finlândia desde o seu primeiro álbum, Spell of Iron, só ganhou projeção mundial quando o vocalista, Marco Hietala, entrou para o grupo Nightwish, em 2002.
Tarot era originalmente formado por Marco e seu irmão, Zachary, o título original era Purgatory, mas a gravadora original exigiu que o nome fosse mudado.

## História

### Anos80
O primeiro álbum da banda, Speel of Iron, foi lançado em 1986, pouco depois a banda lançou seu primeiro single, "Wings of Darkness". Em 1987 foi lançado o single "Rose on the Grave", do álbum Follow Me into Madness, mas esse só foi lançado em 1988.

### Anos90
Após o lançamento do segundo álbum, a banda deu uma pequena pausa, nessa época Janne Tolsa foi contatado como tecladista, e o guitarrista Mako H deixou o grupo. Em 1993 a banda finalmente volta à ativa, lançando seu terceiro álbum, To Live Forever. Tarot passou a ter bastante prestígio no Japão quando seu primeiro álbum ao vivo foi lançado apenas lá, pela gravadora Zero Corporation, o álbum foi gravado no Tavastia Club em Helsinque, Finlândia. Algumas das músicas foram regravadas para o quarto álbum da banda, Stigmata, de 1995.
O quinto álbum de estúdio foi lançado em 1998, For the Glory of Nothing, e no mesmo ano é lançada no Japão a primeira coletânea da banda, Shining Black. Após alguns shows, Tarot começou uma nova pausa. Durante esse tempo, Marco tocou em alguns bandas como Conquest e Sinergy, ele também se apresentou com uma banda cover, Metal Gods, em 2002, ele foi oficialmente contratado pelo Nightwish. Durante a pausa, Janne Tolsa tocou teclado na banda finlandesa Virtuocity.

### Anos2000
No início de 2003, a coletânea Shining Black foi oficialmente lançada em outros lugares no mundo. Nesse mesmo ano, a banda assinou com a Spinefarm Records lançando um nono álbum Suffer Our Pleasures, pouco tempo depois.
Durante o resto do ano, Marco excursionou com o Nightwish em uma turnê mundial para promover o álbum Century Child, o primeiro de Marco na banda. Janne participou de um álbum da banda Eternal Tears of Sorrow e fez várias apresentações com o grupo Turmion Kätilöt.
Em 2006, a banda lançou com a Bluelight Records uma coletânea reunindo músicas de todos os seus álbuns, junto com demos não lançadas, versões ao vivo e vários covers. Nessa mesma época a banda lançou um novo single, "You", que pela primeira vez na história da banda, ficou em primeiro lugar nas paradas finlandesas. Nesse ano a banda ainda contratou Tommi como membro oficial, após 10 anos sendo creditado como membro especial.
Tarot mudou novamente de gravadora, na Finlândia eles passaram a trabalhar com a KingFoo Entertainment e na Europa com a Nuclear Blast. A banda ainda se apresentou em vários festivais musicais enquanto escreviam novas músicas. O álbum Crows Fly Black foi lançado em outubro de 2006.
Em 2008 a banda lançou seu primeiro DVD, Undead Indeed, que também foi lançado em formato de CD. A banda planeja uma turnê para promover o DVD, mas essa deve começar apenas em 30 de janeiro de 2009.
Em 2010 a banda lançou o álbum "Gravity Of Light" no dia 10 de março de 2010 na Finlândia pela KingFoo Entertainment e será lançado na Europa pela Nuclear Blast no dia 23 de Abril de 2010.

## Apresentações ao vivo
A banda fez seu primeiro show em 18 de janeiro de 1985 em Niinivesi, Finlândia, quando ainda se chamava Purgatory, a banda ainda fez mais 11 apresentações sob esse nome até agosto de 1985.
A banda fez seu primeiro show como Tarot em março de 1986 em Helsinque, Finlândia, quando começou a Wings Of Darkness Tour que contou com mais 6 shows até dezembro. A banda também fez um show em agosto de 1987 para promover o álbum Spell of Iron em Mikkeli, Finlândia.
A banda fez seu primeiro show internacional na Suécia em 22 de outubro de 1989. Marco Hietala diz ter muita vontade de levar a banda para alguns países como Brasil e Argentina, mas diz que para isso ele precisa ter acesso aos n.°s das vendas naqueles países, mas os n.ºs ainda não foram apurados.

## Formação

### Atual
- Marco Hietala - Baixo e vocal
- Zachary Hietala - Guitarra
- Janne Tolsa - teclado
- Pecu Cinnari - bateria
- Tommi Salmela – Vocal e Samplers

### Ex-membros
- Mako H. - guitarra

## Discografia

### Álbuns de estúdio
- Spell of Iron (1986)
- Follow Me Into Madness (1988)
- To Live Forever (1993)
- Stigmata (1995)
- For the Glory of Nothing (1998)
- Suffer Our Pleasures (2003)
- Crows Fly Black (2006)
- Gravity of Light (2010)
- The Spell Of Iron MMXI (2011)

### Álbuns/CDs ao vivo
- To Live Again (1994)
- Undead Indeed (2008)

### Singles
- "Wings of Darkness" (1986)
- "Love's Not Made For My Kind" (1986)
- "Rose on the Grave" (1988)
- "Angels of Pain" (1995)
- "As One" (1995)
- "Warhead" (1997)
- "The Punishment" (1998)
- "Undead Son" (2003)
- "You" (2006)
- "I Walk Forever" (2010)

### Coletâneas
- Shining Black: The Best of Tarot (2003)

### Fitas demo
- Tarot (1986)